# Apparitions mariales de Gietrzwałd
Les apparitions mariales de Gietrzwałd désignent une série d'apparitions de la Vierge Marie en Pologne, dans le village de Gietrzwałd (en Warmie) du 27 juin 1877 au 16 septembre 1877. Deux jeunes filles ont dit voir la Vierge Marie sur un érable proche de l'église. Au total, on estime le nombre à plus de 160 apparitions mariales survenues aux deux fillettes de 12 et 13 ans.
Les apparitions ont fait l'objet d'une enquête par les autorités ecclésiales avant même leur fin. Ces apparitions sont survenues dans un contexte de forte tension entre l'autorité politique de l'Empire allemand et les autorités religieuses de l'Église catholique polonaise. La mise en place de la Kulturkampf, politique ayant pour objectif de germaniser cette région ayant une forte population polonaise rendait très difficile le dialogue et causait l'expulsion de nombreux religieux, prêtres et même évêques.
Selon les voyantes, la Vierge invite les fidèles à réciter le chapelet chaque jour pour que l’Église de Pologne ne soit plus persécutée par les autorités politiques. Sur le plan politique, ces apparitions contribuent « à un renouveau du sentiment national polonais » et sur le plan religieux, elles entraînent « une renaissance de la vie religieuse » et un développement du culte marial sur les terres polonaises.
Malgré une enquête canonique favorable, l'évêque de Warmie ne prononce pas de reconnaissance officielle des apparitions dans les années suivantes, mais il laisse le culte se développer sans intervenir. Ce n'est qu'un siècle plus tard que l’Église approuve officiellement les apparitions, lors d'une grande célébration, le 11 septembre 1977, en présence de grandes figures de l'épiscopat polonais.

## Historique

### Le Contexte
À Gietrzwałd, la Sainte Vierge est particulièrement vénérée depuis le XIVe siècle. Au XVIe siècle, un tableau de la Vierge à l'Enfant est installé dans l'église. Il est le sujet de la dévotion à la Vierge. De nombreux exvotos entourent l’œuvre et témoignent de la ferveur des habitants pour cette dévotion. Une vingtaine d'années avant ces apparitions se déroulaient les apparitions de Lourdes qui elles-mêmes étaient précédées de quelques années par la proclamation du dogme de l'Immaculée Conception par le pape Pie IX.
Les apparitions de la Vierge Marie à Gietrzwałd se déroulent alors que la Pologne n'existe plus en tant qu'État. Son territoire est divisé entre la Russie, la Prusse et l'Autriche. Le village de Gietrzwałd, qui compte (lors des faits) environ deux mille habitants, est annexé à la Prusse depuis un siècle.
L'Empire allemand connaît une période politique de Kulturkampf (combat pour la culture) où le chancelier Bismarck et les autorités allemandes tentent de « germaniser » la population polonaise de cette région rattachée à la Prusse. À partir de 1871, le gouvernement engage une politique de laïcisation et de « lutte contre les prérogatives juridictionnelles et fidélités romaines de l’Église catholique dans un Empire allemand à majorité protestante » : des lois défavorables à l’Église catholique sont adoptées. En 1873, la langue polonaise est interdite dans les écoles de la région de Warmie. Du fait du conflit qui oppose le royaume de Prusse à l’Église catholique, de nombreux prêtres « rebelles » ainsi que les congrégations religieuses, sont expulsés de la région,. L'état va jusqu'à emprisonner et exiler plusieurs évêques, fermer des séminaires. Quelques années plus tôt, Bismarck est intervenu avec force à Marpingen pour mettre fin aux pèlerinages et dévotions populaires à la suite d'« apparitions mariales », faisant même intervenir la troupe contre les fidèles, et ouvrant des procès aux contrevenants. Bismarck aurait déclaré « Nous ne pouvons tolérer aucun Lourdes dans l'Empire ».
Ces apparitions surviennent dans un climat « d'anticatholicisme officiel ». De plus elles surviennent « en terre polonaise », à une époque où la langue polonaise est interdite dans tous les documents officiels.
La première voyante, Justine Szafrinska, est âgée de treize ans au moment des faits. Orpheline de père, elle doit travailler pour subvenir aux besoins de sa famille, et pour ce faire, elle est employée pour soigner les volailles. Elle fréquente peu l'école. La seconde, Barbara Samulowska (pl), est âgée de douze ans. Le récit des apparitions et leur contenu n'est connu que par leurs témoignages et les enquêtes faites par l’Église durant ces événements.

### Premières apparitions
Le 27 juin 1877, Justine Szafranska rentre chez elle avec sa mère et elles se mettent à prier quand sonne l'angélus. La jeune fille voit alors une lumière blanche, à une centaine de mètres, dans un érable. En regardant mieux, elle voit cette lumière grandir et elle distingue à l'intérieur une forme humaine. Elle veut crier mais n'y parvient pas. Elle rejoint alors sa mère qui avait continué sa marche sans faire attention à sa fille, en récitant l'angélus. Arrivée à proximité de l'arbre, l'enfant décrit à sa mère ce qu'elle voit : « Il y a une belle dame, elle a de longs cheveux très beaux qui lui tombent sur les épaules, elle est assise sur un trône d'or ». Ni sa mère, ni le curé qui les a rejointes, ne voient. Le prêtre fait une prière et demande à la jeune fille de rentrer chez elle.
Le lendemain, à la même heure, au même endroit, alors que Justine récite le rosaire avec quelques compagnes, elle voit à nouveau la Vierge portant l'Enfant-Jésus. Une de ses compagnes, Barbara Samulowska (pl), affirme voir également la Vierge. Lors de ces premières apparitions, les voyantes décrivent la Vierge comme apparaissant assise sur un trône d'or, avec une couronne, entourée d'anges, dont l'un tient un sceptre. Dans les apparitions suivantes, la Vierge apparaitra seule et sans ces attributs royaux.
Les jeunes filles reviennent sur ce même lieu, à la même heure et voient à nouveau l'apparition. Le quatrième jour, la Vierge leur dit « Je désire que vous récitiez le rosaire tous les jours ». À partir de ce jour, l'apparition va parler et répondre aux questions des enfants.

### Poursuite des apparitions
Le 1er juillet 1877 (le cinquième jour des apparitions), la dame déclare aux fillettes « Je suis la très sainte Vierge Marie immaculée ». Deux jours plus tard, elle déclare « Je serai avec vous encore deux mois ». Le 6 juillet, les voyantes déclarent que la Vierge demande la création « d'un reposoir, sous l'arbre, avec une statue de l'Immaculée Conception, avec des tissus posés au pied du reposoir ». La Vierge indique qu'il faudra ensuite donner ces tissus aux malades (qui souhaitent être guéris). Les premières guérisons « qualifiées de miraculeuses » sont attestées dès le mois de juillet.
Plus de 160 apparitions sont répertoriées. Le relevé systématique des apparitions n'a pas été réalisé du fait de la situation politique du pays à ce moment. Il y a parfois plusieurs apparitions dans la même journée. Yves Chiron note que « le processus des apparitions est très particulier, il n'a même jamais été rencontré dans l'histoire à cette fréquence ».

### Affluence des fidèles et curieux
La nouvelle se répand dans tous les villages environnants et les deux jeunes filles sont rapidement accompagnées de plusieurs dizaines de personnes à chaque apparition. Celles-ci leur demandent de poser des questions à la dame, pour savoir si telle personne était au ciel, si telle personne guérirait, si tel prêtre ou évêque serait bientôt libéré, ou carrément pour demander la guérison ou la conversion de telle personne. À chaque fois, la dame répond de manière brève et précise, ou parfois elle se contente de sourire, voire de disparaître,. Parmi les questions sur la situation politique, les jeunes filles demandent un jour « L’Église du royaume de Pologne sera-t-elle libérée ? ». À cela la Vierge aurait répondu aux enfants : « Oui, à condition que les gens prient avec ferveur. Alors l’Église cessera d’être persécutée et les paroisses orphelines recevront des prêtres ».

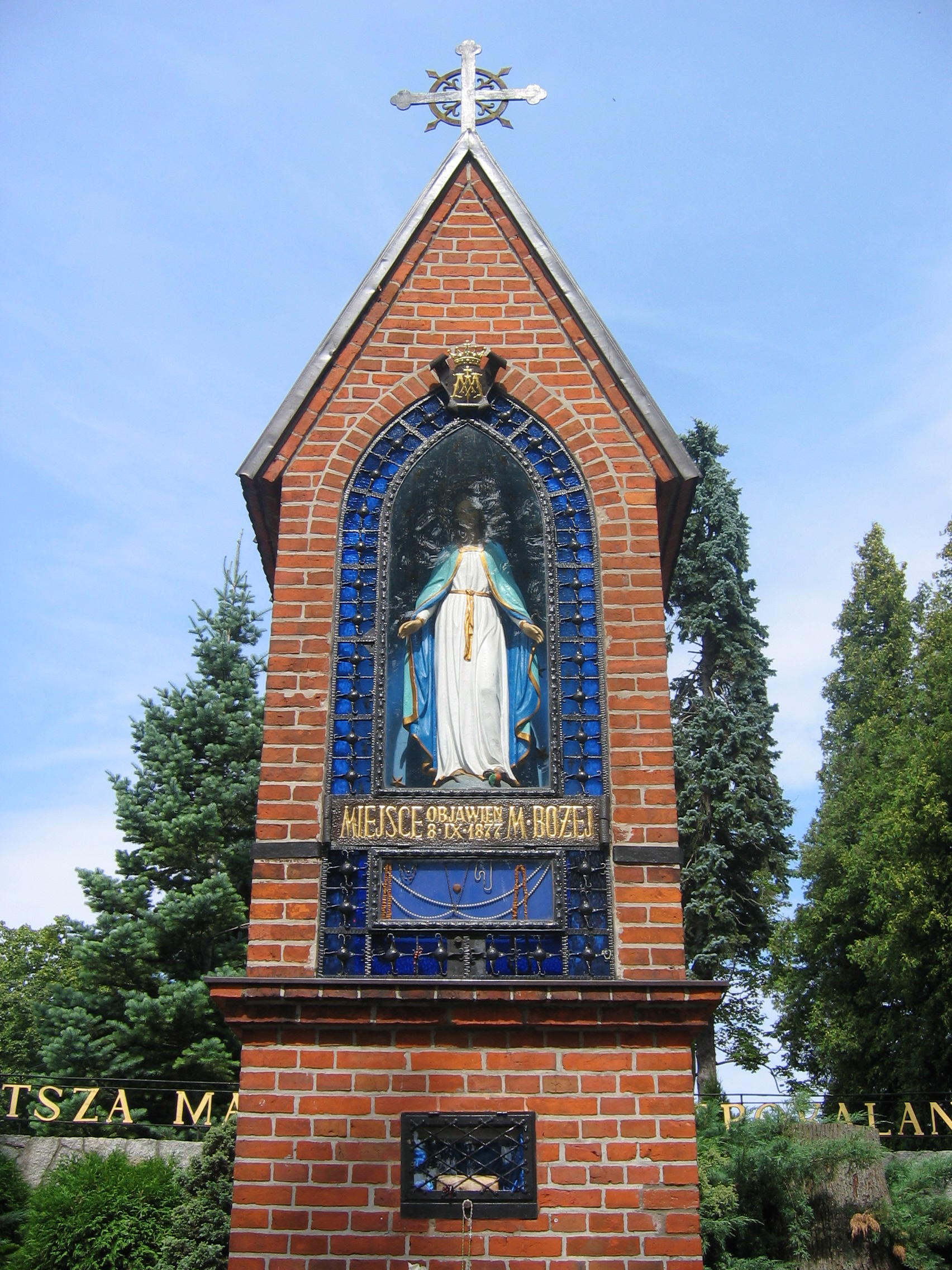
Oratoire construit sur le site des apparitions.

Le 8 septembre 1877, la Vierge aurait béni une source située à proximité du lieu de l'apparition. Depuis cette date, plusieurs pèlerins qui ont bu de cette eau ont déclaré avoir été « guéris miraculeusement ». À l'occasion de la fête de la Nativité de la Vierge (célébrée le 8 septembre), une foule importante se rend au village (qui compte un sanctuaire marial antérieur aux apparitions). On estime à cinquante mille le nombre de pèlerins qui seraient venus et auraient assisté les voyantes lors des apparitions,. Les pèlerins viennent de toutes régions polonaises occupées, tant par la Prusse, que par la Russie ou l'Autriche. Des pèlerins viennent même de plus loin : de Lituanie ou d'Allemagne.
Le 16 septembre, dernier jour des apparitions, un petit oratoire est construit près de l'érable où apparait la Vierge, et la source « miraculeuse » est aménagée pour l'usage des pèlerins. On estime que ce jour-là, la foule qui entoure les voyantes atteint ou dépasse les quinze mille personnes. Pour son dernier message, la Vierge donne aux voyantes la recommandation de « toujours dire le rosaire »,.

## Suites et conséquences

### Réactions politiques
Les autorités prussiennes voient ces rassemblements de catholiques d'un mauvais œil. Ils les assimilent à des « manifestations nationalistes et antiprussiennes » d'autant que « la Vierge » parlerait aux enfants en polonais, qui est une langue interdite. Le chancelier Bismarck s'inquiète lui même des faits.
Pour essayer de mettre fin au phénomène, les autorités civiles interviennent : les deux jeunes filles sont éloignées un temps du village, le curé est incarcéré pendant cinq jours et les pèlerinages sont entravés. Bismarck en personne fait interdire les rassemblements.
Du côté polonais, les apparitions contribuent « à un renouveau du sentiment national polonais ». Sur le plan religieux, ces apparitions entraînent « une authentique renaissance de la vie religieuse ». Et très vite, se retrouve à Gietrzwałd un grand nombre de fidèles lors des grandes fêtes mariales (29 juin, 15 août et  8 septembre).

### Position de l’Église et reconnaissance officielle
Compte tenu de la situation politique, les autorités ecclésiastiques se montrent « prudentes », ne voulant pas contrarier le gouvernement allemand. Néanmoins, l'évêque du lieu, l'évêque de Varmie Philipp Krementz crée une commission d'enquête le 6 août, avant même la fin des apparitions. Après que cette commission ait rendu un avis favorable, l'évêque envoie d'autres théologiens poursuivre les investigations, et finit par se rendre en personne dans le village pour rencontrer les voyantes et les interroger. L'évêque fait également examiner les jeunes filles par trois médecins (deux catholiques et un protestant) afin d'évaluer leur santé physique et mentale. Ceux-ci, à leur tour donnent un avis favorable. La commission scientifique qui analyse Justine et Barbara pendant les apparitions, exclut toute possibilité d’une mise en scène de leur part,.
Craignant de « provoquer les autorités politiques » (en bravant ouvertement les lois de la Kulturkampf) s'il prononçait une reconnaissance officielle, l'évêque s'abstient de toute déclaration, mais il n'interdit ni l'organisation de pèlerinages, ni la diffusion des messages transmis par les voyantes.

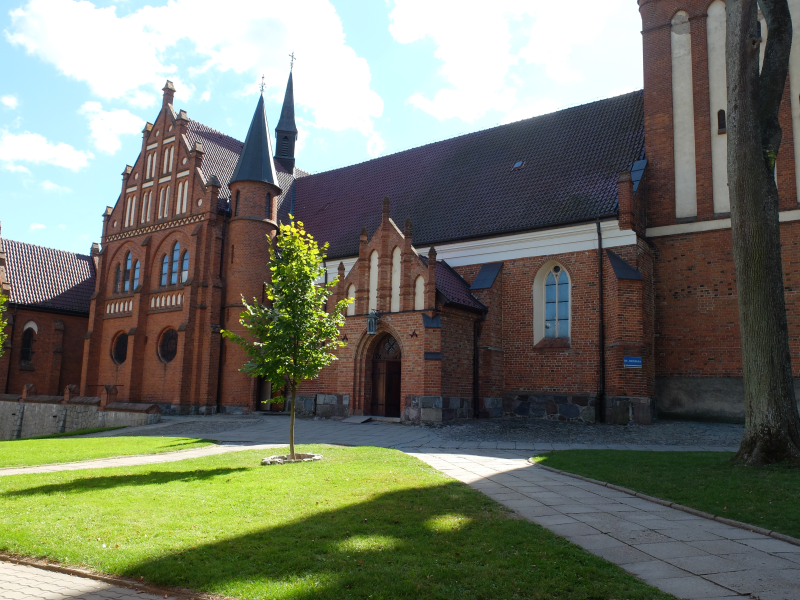
Basilique de la Nativité-de-la-Vierge de Gietrzwałd

Le 2 juillet 1970, alors que les apparitions ne sont toujours pas officiellement reconnues, le pape Paul VI élève le sanctuaire marial de Gietrzwałd au rang de basilique mineure.
Le 11 septembre 1977, à l'occasion des fêtes du centenaire des apparitions menées par le cardinal Karol Wojtyla, alors archevêque de Cracovie, et en présence du cardinal Stefan Wyszyński, primat de Pologne, l'évêque du lieu, Józef Drzazga (pl), se basant sur les enquêtes canoniques établies un siècle plus tôt, et sur leurs conclusions, déclare officiellement comme « authentiques et dignes de foi » les apparitions de Gietrzwald survenues en 1877.

### Les voyantes

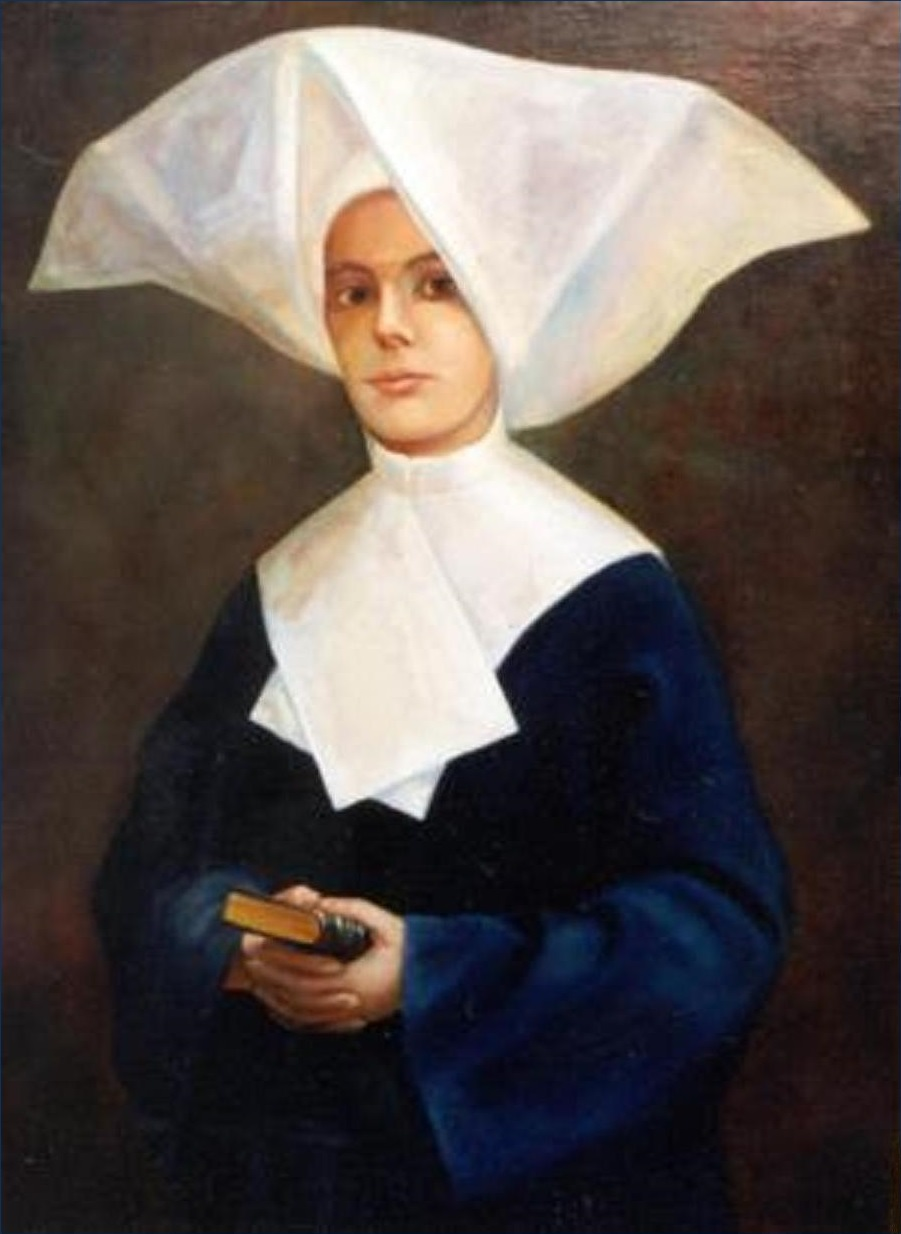
Barbara Samulowska en tenue de religieuse.

À la suite des apparitions, les deux fillettes entrent chez les Filles de la charité de Saint-Vincent-de-Paul. Barbara, devient sœur Stanislawa lors de sa profession religieuse. Elle part comme missionnaire au Guatemala où elle meurt en 1950 avec la réputation d'avoir été une sainte. La cause pour sa béatification est introduite en 2005.
Quant à Justyna, elle quitte la vie religieuse en 1897, se marie et meurt dans l'anonymat le plus complet. À ce jour, on ne sait rien de la suite de sa vie ni de l’endroit où elle repose.

### Le sanctuaire de Gietrzwałd
Après l'apparition, un petit oratoire est construit sur le lieu même de l'apparition. L'arbre est abattu et servira à réaliser une croix, installée dans cet oratoire. C'est le seul élément de l'arbre ayant été conservé.
Chaque année, de nombreux groupes de pèlerins viennent au sanctuaire marial de Gietrzwałd (dans les années 2000, ce nombre a été évalué à un million de pèlerins par an).
Tous les ans, pour le 27 juin, à la date anniversaire de l'apparition, des processions et célébrations particulières sont célébrées.

### Notoriété
En 2019, la poste polonaise a fait établir un timbre à la mémoire des apparitions.